# Ik Kil
Ik Kil és un cenote mexicà, una mena de piscina natural sobre el sòl formada per aigües subterrànies i d'aqüífers. Està situat a la península de Yucatán, a prop de les ruïnes de Chichén Itzá i dins del mateix parc arqueològic. És d'accés públic i és possible banyar-s'hi. Als cenotes els maies acostumaven a fer-hi sacrificis d'éssers humans. El cenote Ik Kil és anomenat "Cenote Sagrat blau".

## Red Bull Cliff Diving World Series
El 6 de juny del 2010 es va celebrar en aquest cenote del Yucatán una parada del circuit Red Bull Cliff Diving World Series. Aquesta competició consisteix en salts acrobàtics de trampolí des d'alçades entre 23 metres i 28. Va ser la primera vegada que es va realitzar a Mèxic i va guanyar el saltador anglès Gary Hunt. S'hi va tornar a repetir el 10 d'abril del 2011 i el 18 d'octubre del 2014 essent els guanyadors el colombià Orlando Duque i el britànic Gary Hunt respectivament.